# 吕贝克大学
吕贝克大学（德語：Universität zu Lübeck）是德国石勒苏益格-荷尔施泰因州吕贝克的一所国立大学，其教学与科研以医学为特色。

## 历史
吕贝克大学成立于1964年，创建时是基尔大学的第二医学院，而如今的学科范围已从医学扩展到了科学和教学，但是仍旧同医院紧密联系与合作，吕贝克大学的医学学科由此在德国占据明显优势。